# Kirkcaldy Galleries
Kirkcaldy Galleries er det primære museum, bibliotek og udstillingsområde  i Kirkcaldy i Fife, Skotland.
Jorden til byens museum og galleri blev doneret af John Nairn (barnebarn til linoleumproducenten, Michael Nairn) hvor det tidligere Balsusney House, John Maxtons hjem, stod. Det åbnede i 1925, ig deb færste firnabd var den lokale klædeproducent John Blyth, og morfar til politikeren Michael Portillo.
Kunstgalleriet har den største samling af malerier af William McTaggart og Scottish Colourist Samuel Peploe efter National Galleries of Scotland i Edinburgh.
Museet indeholder også mange vigtige værker af Glasgow Boys. I stueetagen findes museets prisvindende permanente udstilling, der dækker byens industrielle historie. Museet har også en cafe, der udstiller eksempler på Wemyss Ware-keramik, der blev fremstillet i byen mellem 1890'erne og 1930'erne.
Great Tapestry of Scotland blevudstillet i Galleries i 2015 hvor Rosslyn Chapel-panelet, et af de 160 vægtæpper, blev stjålet. Det blev ikke fundet igen, og der blev fremstillet et nyt, som var færdigt i 2017.